# Мягкотелые черепахи
Мягкотелые черепахи, или мягкокожие черепахи (лат. Trionychoidea) — надсемейство скрытошейных черепах, единственное в инфраотряде Trionychia.

## Описание

### Характерные признаки
Основные признаки мягкотелых черепах связаны с приспособлением к полностью или почти полностью водному образу жизни. Они характеризуются прежде всего отсутствием рогового покрова на их костном панцире; он покрыт мягкой кожей, которая может быть гладкой, морщинистой или, реже, усеянной редкими роговыми шипиками. Только у молодых двухкоготных черепах (Carettochelys insculpta) заметны контуры рудиментарных роговых щитков.
Наряду с полным исчезновением роговых щитков у большинства мягкотелых черепах произошла сильная редукция костного панциря. Спинной щит (карапакс) имеет окостеневшие центральные элементы, которые окружены широким хрящевым окаймлением. Лишь у некоторых видов этот хрящ укреплён по краям небольшими краевыми костями. Брюшной щит также не окостеневает целиком и в большинстве случаев имеет широкое срединное хрящевое поле. Все эти вторичные изменения панциря вызваны водным образом жизни мягкотелых черепах. У трёхкоготных черепах карапакс и пластрон соединены подвижно с помощью связки. Панцирь сильно уплощённый.
Передняя часть морды этих черепах вытянута в длинный подвижный хоботок, на конце которого открываются ноздри. Этот хоботок играет роль трубки (шноркеля) ныряльщика, позволяя лежащей на дне мелководья черепахе дышать, не всплывая. Кроме того, удивительной особенностью мягкотелых черепах является способность к кожному дыханию, что обеспечивает богато снабжённая капиллярами кожа. Основными органами дыхания под водой являются глотка, в которой имеются пучки ворсинчатых выростов слизистой (функционально это образование напоминает жабры). Всё это позволяет черепахам оставаться под водой несколько часов. Рамфотеки клюва у трёхкоготных черепах сверху прикрыты мягкими мясистыми «губами». Шея часто очень длинная, благодаря чему черепаха может достать головой до заднего края карапакса. Лапы имеют сильно развитые перепонки, число когтей сокращено до 2—3. Роговые чешуи на теле утрачены, за исключением нескольких крупных щитков на лапах.

### Распространение
Распространены в Африке, Азии и в Северной Америке. На севере их ареал доходит до юга Палеарктики: с запада — юго-восток Турции, с востока — юг Дальнего Востока России. 

### Образ жизни
Все виды этого подотряда ведут водный образ жизни. Встречаются в пресных и слабосолёных водах. Эти черепахи хорошо плавают, но ведут придонный образ жизни и предпочитают места с песчаным или илистым грунтом, в который полностью закапываются, подобно камбалам. На поверхность черепаха выставляет только глаза и хоботок, и в таком положении поджидает добычу.

### Питание
Большинство видов — хищники, питающиеся водными беспозвоночными, рыбой. Крупные особи могут нападать на птенцов водоплавающих птиц, переплывающих водоем мелких млекопитающих. Некоторые виды всеядны.

## Классификация
Turtle Taxonomy Working Group (2021) рекомендует следующую классификацию современных мягкотелых черепах до родов включительно:
- Мягкотелые черепахи (Trionychoidea)
  - Семейство Двухкоготные черепахи (Carettochelydae)
    - Подсемейство Двухкоготные черепахи (Carettochelyinae)
      - Род Двухкоготные черепахи (Carettochelys)

  - Семейство Трёхкоготные черепахи (Trionychidae)
    - Подсемейство Лопастные черепахи (Cyclanorbinae)
      - Род Центральнофриканские лопастные черепахи (Cyclanorbis)
      - Род Западноафриканские лопастные черепахи (Cycloderma)
      - Род Индийские лопастные черепахи (Lissemys)

    - Подсемейство Трёхкоготные черепахи (Trionychinae)
      - Род Amyda
      - Род Apalone
      - Род Узкоголовые черепахи (Chitra)
      - Род Догании (Dogania)
      - Род Nilssonia
      - Род Palea
      - Род Большие мягкотелые черепахи (Pelochelys)
      - Род Pelodiscus
      - Род Rafetus
      - Род Триониксы (Trionyx)

В настоящее время считается, что мягкотелые черепахи являются самой базальной ныне живущей группой скрытошейных. Их ближайшими родственниками могут быть представители вымершей клады Adocoidea (Adocidae и Nanhsiungchelyidae).